# Пророк (фільм, 2007)
«Пророк» (англ. Next) — американський фантастичний бойовик 2007 року режисера Лі Тамахорі. У головні ролях Ніколас Кейдж, Джуліанн Мур і Джессіка Біл. Оригінальний сценарій фільму частково заснований на науково-фантастичній повісті «Золота людина» Філіпа К. Діка.

## Сюжет
Кріс Джонсон (Ніколас Кейдж) здатний бачити варіанти майбутнього для себе на дві хвилини вперед. Він живе в Лас-Вегасі, заробляє, показуючи фокуси в шоу передбачення і обігруючи казино в азартних іграх, використовуючи свій дар. І хоча він робив невеликі ставки і вигравав трохи грошей, його все одно примітили на моніторах охорони і вирішили перевірити на шахрайство. Однак Кріс, як би читаючи думки, дивиться в камеру охорони і швидко йде до каси перевести в готівку фішки. Як раз в цей момент дар підказує Крісу, що через мить грабіжник поруч з ним почне стрілянину і вб'є двох людей. Кріс перший починає діяти і встигає знешкодити зловмисника, поваливши його на підлогу і вихопивши пістолет.
Тут же підбігає охорона, думаючи, що Кріс тримає пістолет з поганими намірами. Але йому вдається сховатися — Кріс раз за разом іде від охорони буквально з-під носа. Кріс добирається до виходу і викрадає зі стоянки автомобіль. Далі сцена погоні, в ході якої Кріс йде від поліції, проскочивши перед поїздом в останній момент. У передбаченні Кріса поїзд повинен був рознести автомобіль на шматочки, тому він натиснув педаль газу до межі.
У цей час агенти ФБР дивляться записи камер спостереження в казино. Одна з них — Келлі Ферріс — в черговий раз переконується в незрозумілій здатності Джонсона бачити майбутнє, коли він пробирався між охоронців. Вона планує використати його в пошуках ядерного заряду, вкраденого з Росії. Перш ніж захопити Джонсона, агент Ферріс розмовляє з начальником охорони казино.
Кріс добирається до свого друга Ірва, розуміючи, що поліція у нього на хвості, проте він залишається на місці деякий час. До нього підходить агент Ферріс і починає вербувати його, щоб той допоміг ФБР. Кріс пробує відговоритися, але нічого не виходить. Вичерпавши доводи, Ферріс дає команду групі захоплення, яка вривається в приміщення.
Але Кріс бачив все це в своєму майбутньому, тому, коли Ферріс насправді входить в будинок, їй залишається тільки запитати в Ірва, на скільки вона запізнилася, Кріс вже встиг втекти. Також виявляється, що за ним полюють терористи, які слідують по п'ятах за ФБР і вбивають начальника охорони казино, щоб також знайти Кріса, що не їде з міста, а йде в черговий раз в невелику забігайлівку, де йому привиділася десь у майбутньому дівчина його мрії.
Він знає час, коли вона повинна прийти, але не знає день, коли це відбудеться. Цього разу йому щастить, дівчина приходить, але виникають проблеми зі знайомством — в майбутньому у нього немає жодних шансів. У цей момент входить колишній хлопець і намагається насильно затягнути дівчину з собою. Та пручається, на допомогу приходить Кріс, зав'язується бійка, колишній хлопець дівчини знешкоджений, але познайомитися і в цьому випадку не вдається. Тоді в сьогоденні Кріс підставляється під удар, викликаючи співчуття дівчини. Вона проганяє колишнього хлопця, Кріс знайомиться з Ліз і каже, що у нього вкрали машину. Як подяку Ліз готова підвезти рятівника до Флагстаффа, і виявляється, що їм по дорозі.
ФБР дізнається, що розшукуваний ними Джонсон бував в забігайлівці двічі на день в один і той же час — це здається їм дуже дивним, але головне те, що вони дізнаються, куди попрямував їхній клієнт.
Ліз і Кріс по шляху заїжджають в індіанську резервацію, де дівчина вчить місцевих дітей. По дорозі туди Кріс запитує, чи вірить вона, що шамани можуть передбачати майбутнє, на це Ліз відповідає, що «все можливо». Щоб справити враження на дівчину, Кріс показує спритний фокус, піднісши подарунок одному з її учнів на день народження.
Тим часом, терористи доставляють ядерну бомбу в доки. Лідер терористів містер Сміт хоче ліквідувати Кріса, перш ніж до нього добереться ФБР, відчувши можливу загрозу проведенню теракту, на підготовку якого у злочинця пішло два роки.
Кріс і Ліз не доїжджають до Флагстаффа, під час зливи дорогу затопило. Вони зупиняються на ніч в готелі «Обрив» на краю скелі. У номері тільки одне ліжко, тому Кріс йде ночувати в машину. Ліз не може відразу заснути і дивиться у вікно, шкодуючи, що приятелеві доведеться спати в холоді. Вранці Кріс підносить подрузі троянду, показавши черговий фокус, чим остаточно завойовує серце дівчини, і їх губи злилися в пристрасному поцілунку.
Спецслужби знаходять джерело радіації, але бомбу вже встигли сховати, оголошується вищий рівень ядерної тривоги. Агент Ферріс разом з великою групою захоплення їде захоплювати Джонсона.
Кріс і Ліз лежать у ліжку в номері готелю «Обрив», потім подруга фокусника їде за покупками в найближче місто, де її перехоплює агент Ферріс і її напарник. Агенти ФБР переконують Ліз Купер, що Джонсон соціально небезпечний, показавши записи з казино, де Кріс з пістолетом в руці. Вони кажуть, що такого соціально небезпечного суб'єкта треба нейтралізувати. Ліз повинна підсипати снодійне в напій Кріса, але тільки через дві хвилини, як Джонсон вийде з номера. Ліз Купер погоджується допомогти і повертається в готель, де виконує доручення.
Але в останній момент вона розуміє, що повинна врятувати коханого і зізнається, що в склянці наркотик. Тоді Кріс зізнається у своєму дарі, а як доказ пророкує фрази, які через кілька секунд вимовляються в телевізійних програмах. Ліз не розуміє, чому він не хоче допомогти ФБР. Але Кріс каже, що може передбачати лише своє майбутнє і тільки на дві хвилини вперед, тільки Ліз є винятком, в майбутнє якої він здатний зазирнути на більш тривалий період. Кріс накидає план на папері, бо їх прослуховують, а прощаючись, говорить їй, що «якщо будеш чекати, я знайду тебе».
Він виходить з дому і потрапляє в приціл снайпера-терориста, який не може відразу прицілитися. Одночасно агент Ферріс бачить його в бінокль з іншого пагорба. Джонсон ловить її погляд і стрибає з кручі. Він скочується вниз, втікаючи від переслідування агентів. Він зупиняється, щоб ухилитися від кулі снайпера. У цей час Ліз, згідно з планом з записки, сідає в машину і спеціально врізається біля готелю в водонапірну башту, щоб викликати обвалення будматеріалів. Переслідуючі Джонсона агенти, рятуючись від колод, відстають, а сам Кріс вправно ухиляється від мотлоху — він «бачить», де буде через секунди автомобіль, що котиться вниз по пагорбу. Добравшись до дороги біля підніжжя пагорба, він бачить неподалік агента Ферріс, яка, вірячи, що Джонсон не дасть їй загинути, стоїть на шляху колод, що летять з пагорба. Джонсон біжить їй на допомогу і рятує, стрибнувши в єдино безпечне місце в побаченому їм майбутньому. Тут же його як «подяку» схоплює ФБР, а Ліз Купер захоплюють у заручники терористи.
Кріс Джонсон опиняється в штаб-квартирі ФБР в Лос-Анджелесі, де його прив'язують до стільця біля телевізора, по якому показують новини, огляди про загрозу здійснення теракту і фіксують його повіки, щоб він постійно дивився і не міг закрити очі, і закапуючи в зв'язку з цим очні краплі, щоб постійно відкриті очі були вологими, припускаючи, що так він зможе дізнатися, де і як буде здійснений теракт, чого явно не достатньо, адже він може «бачити» тільки на дві хвилини вперед. Він переноситься в майбутнє і бачить теракт в прямому репортажі, в ході якого на даху багатоярусного гаража гине від детонації розміщеної на тілі вибухівки заручниця. Він впізнає в ній Ліз Купер і вимагає припинити сеанс, Ферріс погоджується, хоча Джонсон побачив «не той» теракт. По дорозі в камеру ув'язнення Кріс здійснює зухвалу втечу, перемігши в бою за допомогою цього нового передбачення натовп охоронців, і мчить по вулиці до місця побаченої по телевізору в новинах загибелі подруги. Але вже пізно.
ФБР вистежує фургон в порту, куди прямує група захоплення. Джонсон особисто керує операцією, вказуючи на снайперів і загони. Починається штурм за підтримки вертольотів з повітря. У самий оптимальний за передбачення Джонсона момент снайпер підриває бочки з паливом і фургон перевертається. Неушкоджена Ліз вибирається з палаючого авто і ховається в доках, за нею біжать терористи і ловлять, а Джонсон разом з групою захоплення біжить слідом.
Кріс використовує свої здібності, щоб запобігти загибелі більшості бійців загону. На борту танкера, куди потягли Ліз, він пророкує, де знаходяться бомби, безпечно розчистивши шлях, уникає детонації. Далі він використовує свою здатність, щоб знайти дівчину — Кріс як би розщеплюється і знаходиться одночасно в декількох місцях в майбутньому, багаторазово проходячи всі можливі варіанти розвитку події і вибираючи найкращий. У підсумку пошуки закінчуються успіхом. Група з Ферріс і Джонсоном потрапляє у вказаний відсік танкера, де терорист, схопивши Ліз, прикрився живим щитом. Кріс знову задіє свою здатність передбачення і біжить прямо до терориста.
Піднявшись нагору, Ферріс дізнається, що бомба вже в Лос-Анджелесі, вона підводить Джонсона до приладу, який реєструє сейсмічну активність, попросивши вказати, в якому місці в майбутньому відбудеться вибух ядерної бомби. Кріс дивиться на монітор і тут же говорить, що він зробив помилку і «це трапиться зараз». Кріс обіймає Ліз. Вибухова хвиля, розширюючись, знищує порт Лос-Анджелеса і все навколо.
… Кріс відкриває очі, передбачивши вище описане. Кріс і Ліз лежать у ліжку в номері готелю «Обрив». Ядерний вибух був лише можливим майбутнім. Кріс встає з ліжка і дзвонить агенту Ферріс, обіцяючи допомогти, якщо в історію не буде вплутати Ліз. Кріс, прощаючись, говорить їй, що «якщо будеш чекати, я знайду тебе». Сидячи біля готелю, він висловлює думку: «у майбутнього є одна особливість: варто тільки в нього зазирнути, як воно тут же змінюється, тому що ти його бачив, а це змінює все інше». Під'їжджає агент Ферріс, і Кріс Джонсон з готовністю їде рятувати Лос-Анджелес.

## Ролі
- Ніколас Кейдж — Кріс Джонсон
- Джуліанн Мур — Келлі Ферріс
- Джессіка Біл — Ліз Купер
- Томас Кречманн — містер Сміт
- Торі Кіттлз — Кавано
- Хосе Зуніга — начальник служби безпеки
- Джим Бівер — Вісдом
- Джейсон Батлер Харнер — Джефф Бейнс
- Летиція Даніель — міс Браун
- Пітер Фальк — Ірв

## Критика
Рейтинг фільму на Rotten Tomatoes — 28 % на основі 131 оглядів. Metacritic дав фільму середній бал 42 % на основі 23 оглядів.

## Касові збори
Під час показу в Україні, що розпочався 26 квітня 2007 року, протягом перших вихідних фільм демонстрували на ? екранах, що дозволило йому зібрати $93,050 і посісти 2 місце в кінопрокаті того тижня. Фільм опустився на четверту сходинку українського кінопрокату наступного тижня, адже демонструвався вже на ? екранах і зібрав за ті вихідні ще $21,877. Загалом фільм в кінопрокаті України пробув 4 тижні і зібрав $589,521, посівши 28 місце серед найбільш касових фільмів 2007 року. Фільм відкрився на 3 місці в американському прокаті, зібравши $7,1 мільйона у 2725 кінотеатрах у перший вікенд. За вісім тижнів прокату в США він зібрав лише $18 мільйонів, а загальні світові збори склали $76 мільйонів.

## Цікаві факти
- Різні варіанти перебігу подій схожі на імітацію серії комп'ютерних ігор Prince of Persia, де є здатність 'Recall' (можливість відмотати час назад і пройти невдалу з першого разу ділянку гри по-новому). Аналогічна ідея використовувалася у фільмі «Біжи, Лоло, біжи».
- Кафе, в якому Кріс зустрів Ліз, використовувалося для зйомок в початкових і фінальних сценах фільму «Кримінальне чтиво».
- Момент в кінці фільму, коли Кріс ухиляється від куль терориста, який схопив його подругу, нагадує сцену на даху з «Матриці» за участю Нео.
- Фінальні титри також показують здатність головного героя передбачати майбутнє, тому вони прокручуються зверху вниз, при цьому незвично читати текст, що йде по рядках знизу вгору.